# Remada
Remada (em árabe: رمادة) é uma vila e oásis do sudeste da Tunísia e a capital da delegação (espécie de distrito ou grande município) homónima, a qual faz parte da província (gouvernorat) de Tataouine. Em 2004, o município tinha 4 606 habitantes. Apesar do seu tamanho diminuto e distar cerca 320 km por estrada no ponto mais a sul da Tunísia, é considerada a cidade mais meridional do país e alberga uma importante base militar do exército tunisino.[carece de fontes?]
A localidade, situada em pleno deserto do Saara, a poucas dezenas de quilómetros a oeste em linha reta (52 km por estrada) da fronteira com a Líbia, é o único lugar habitado em muitas dezenas de quilómetros, mas a área tem muitas árvores que mais típicas do norte da Tunísia do que do deserto, o que leva alguns autores a não lhe chamarem oásis. Encontra-se 80 km a sul de Tataouine, 130 km a sul de Medenine e 600 km a sul de Tunes (distâncias por estrada).

## História
Durante o período romano existiu castro (campo militar) na região, Tilíbaros (em latim: Tillibari), onde terminava uma romana que ia até Gigthis (Boughrara), na costa junto a Djerba. O castro protegia a Fronteira da Tripolitânia (fronteira do Império).[carece de fontes?] Quando os franceses ali se instalaram no final do século XIX, ainda existiam ruínas do antigo forte romano.
A vila atual foi fundada pelos franceses para ali instalarem uma guarnição militar durante o Protetorado Francês da Tunísia. Durante a Primeira Guerra Mundial a guarnição foi reforçada e foram construídas casas para os militares.[carece de fontes?]
O acordo de independência da Tunísia assinado a 20 de março de 1956 previa a manutenção de várias bases militares sob o controlo dos franceses, sendo uma delas a de Remada. A região era então uma "placa giratória para o Saara argelino", por onde circulavam armas e militantes nacionalistas argelinos envolvidos na guerra da independência do seu país contra os franceses, pelo que a presença militar francesa em Remada constituía um obstáculo ao apoio logístico da Tunísia aos nacionalistas argelinos. As constantes reivindicações da Tunísia para a evacuação das tropas francesas eram rejeitadas pelo governo de Paris. Discursando na Assembleia Geral das Nações Unidas a 23 de novembro de 1956, o presidente tunisino Habib Bourguiba afirmava que Tunísia recusava tornar-se um campo de operações contra os nacionalistas argelinos.
A 8 de fevereiro de 1958 ocorre o primeiro incidente envolvendo tunisinos e o exército francês: na sequência dum recontro na fronteira noroeste tunisino-argelina durante o qual quatro soldados franceses forma raptados pelos argelinos e levados para Sakiet Sidi Youssef, os franceses bombardearam aquela localidade como represália, matando vários civis, nomeadamente crianças numa escola primária. O ataque foi muito mediatizado e foi levado ao Conselho de Segurança das Nações Unidas, onde é conseguido um acordo.

### Batalha de Remada
No entanto, três meses mais tardes, as tropas francesas no setor de Remada reforçam as suas patrulhas devido a notícias da transferência de 50 000 armas da Líbia para a Argélia. Em resposta, a Tunísia estabelece um posto militar nos poços do uádi Dekkouk, a norte de Remada, a fim de impedir qualquer tipo de movimentações dos franceses sem aviso prévio do governador; seguidamente coloca um importante contingente de militares e civis armados em redor do área sob o controlo dos militares franceses, uma ação provocatória que tinha a finalidade de levar os franceses a transgredir os acordos de respeito da integridade tunisina e não usar armas em caso de incidente grave. Tal foi o que acabou por acontecer: a 24 e 25 de maio ocorrem confrontos, que só terminam com um ataque aéreo lançado a partir de bases aéreas francesas na Argélia, pedido pelas tropas francesas que se encontravam sob fogo dos tunisinos. Do lado dos franceses registam-se cinco mortes e 18 feridos, mas as baixas dos tunisinos são muito mais elevadas. Um dos mortos foi o herói da resistência tunisina independentista Mosbah Jabour.
A 17 de junho é assinado um acordo entre a Tunísia e a França para a retirada das unidades militares terrestres e aéreas do território tunisino, mantendo-se somente a base de Bizerta sob o controlo dos franceses.

### Anos 1970 até à atualidade
Durante as décadas de 1970 e 1980, toda a região de Remada e a sul era considerada a primeira linha de defesa contra possíveis incursões da Líbia, páis com os quais as relações da Tunísia eram tensas, chegando a registar-se alguns incidentes, em que se destacaram o chamado incidente de Gafsa, em janeiro de 1980, e a captura de sete alegados terroristas líbios em 1986.
Na década de 1990, tendo melhorado substancialmente as relações com a Líbia, a preocupação passou a ser a eventualidade de incursões de militantes fundamentalistas argelinos e a propagação da guerra civil na Argélia para a Tunísia. No início da década de 2000, a circulação em toda a região do sul ainda era restrita, sendo necessária uma autorização especial do governo regional em Tataouine. No entanto, em 2001, ao contrário do que já se tinha passado, a autorização era fácil de obter e era mais uma formalidade do que uma verdadeira medida de segurança.